# Joanis Kapodistrias
Joanis Kapodistrias (gr. Ιωάννης Καποδίστριας, ur. 11 lutego 1776 na Korfu, zm. 9 października 1831 w Nafplio) – pierwszy naczelnik państwa niepodległej Grecji (κυβερνήτης – gubernator).
Wybrany nim przez Zgromadzenie Narodowe w Trizinie w 1827, gdy granice Grecji nie były jeszcze ustalone, a swoim talentem dyplomatycznym i szerokimi znajomościami przyczynił się do wyznaczenia możliwe szerokich granic przyszłego państwa. W czasie swych krótkich rządów przeprowadził szereg reform zrujnowanego działaniami wojennymi państwa.
Przekonany, że społeczeństwo greckie nie dojrzało do udziału we władzy, wychowany w tradycji carskiej Rosji (służył tam m.in. jako minister spraw zagranicznych), wprowadził w Grecji rządy autorytarne, czym naraził się greckim elitom, do których zresztą osobiście nie krył niechęci. Zginął, wychodząc z kościoła w Nafplio, zastrzelony w akcie wendety przez członków klanu Mawromichalisów, gdy za odmowę płacenia podatków aresztował ich przywódcę, wsławionego w walkach powstańczych Petro-Beja.
W 1818 odznaczony był Orderem Orła Białego.